# Muhammad Badi
Muhammad Badi Abd al-Madżid Muhammad Sami (ur. 7 sierpnia 1943 w Al-Mahalla al-Kubra) – egipski polityk islamistyczny, przywódca (Najwyższy Przewodnik) egipskiej organizacji Bractwa Muzułmańskiego.

## Życiorys
W 1965 ukończył w Kairze studia licencjackie w zakresie medycyny weterynaryjnej, po czym został zatrudniony na wydziale weterynarii w Asjucie. W tym samym roku został aresztowany w ramach szerzej zakrojonych represji przeciwko Stowarzyszeniu Braci Muzułmanów, których oskarżono (rzetelność tego oskarżenia nie została zweryfikowana) o przygotowywanie kolejnego zamachu na prezydenta Egiptu Gamala Abdela Nasera i jego bliskich współpracowników. Był sądzony przez sąd wojskowy razem z głównym ideologiem organizacji Sajjidem Kutbem i innymi działaczami, skazany na 15 lat więzienia, został zwolniony po odbyciu 9 lat kary na polecenie prezydenta Egiptu Anwara as-Sadata, który amnestionował w 1974 ponad 2 tys. więźniów politycznych zatrzymanych w okresie rządów jego poprzednika.
Po zwolnieniu wrócił do działalności w organizacji, kontynuował również studia. Tytuł magistra uzyskał w 1977 na uniwersytecie w Az-Zakazik, tam też został asystentem, a od 1979, po obronie doktoratu - wykładowcą. W 1983 został profesorem asystentem adiunktem na tejże uczelni. W 1986 wyjechał do Jemenu, po powrocie w roku następnym został zatrudniony na Uniwersytecie w Kairze, w filii w Bani Suwajf, na stanowisku profesorskim. Przez dwie kadencje był kierownikiem katedry patologii na wydziale weterynaryjnym na tejże uczelni, następnie kontynuował w jej ramach pracę wykładowcy, na stanowisku profesorskim. W 1996 wszedł do biura wykonawczego Bractwa Muzułmańskiego, w 2007 - do biura międzynarodowego. W 1998 został skazany na 75 dni więzienia w sprawie islamskiego stowarzyszenia w Beni Suwajf, którym kierował, zaś w 1999 wymierzono mu karę pięciu lat pozbawienia wolności. Został zwolniony przedterminowo po upływie trzech lat. Po raz kolejny zatrzymywany był w 2008 w czasie wyborów lokalnych.
W 2010 stanął na czele egipskiej organizacji Braci Muzułmańskich, zastępując na urzędzie Najwyższego Przewodnika Muhammada Mahdiego Akifa. Uważany był jednak za słabego przywódcę, ustępującego wpływami kilku innym działaczom organizacji.
W swoich wypowiedziach wzywał muzułmanów do walki (świętej wojny) przeciwko Izraelowi i Stanom Zjednoczonym, które w jego ocenie są prawdziwymi wrogami świata islamu, a przez swoje zepsucie skazane są na ostateczną klęskę. Izraelczyków określił jako „gwałcicieli” Jerozolimy i wezwał do walki o wyzwolenie Palestyny z ich rąk. Wzywał także do utworzenia kalifatu, w ramach którego muzułmanie objęliby władzę na całym świecie.
Poparł protesty przeciwko dyktaturze Husniego Mubaraka i jego ostateczne obalenie.

### Po zamachu stanu w lipcu 2013
Po zamachu stanu, który po masowych protestach odsunął związanego z Bractwem Muzułmańskim prezydenta Muhammada Mursiego od władzy, Badi wystąpił przed kairskim meczetem Rabi’a al-Adawijja i wezwał do protestów przeciwko rządowi wojskowych i nieustawaniu w walce o powrót Mursiego. Stwierdził, że obalając Mursiego głównodowodzący egipskich sił zbrojnych gen. Abd al-Fattah as-Sisi popełnił czyn gorszy, niż gdyby zniszczył Al-Kabę.
10 lipca 2013 wydany został nakaz aresztowania dziesięciu liderów Bractwa Muzułmańskiego (inni działacze zostali uwięzieni jeszcze w pierwszym dniu przewrotu), w tym Badiego. Prokurator generalny Hiszam Barakat oskarżył go o podżeganie do przemocy - sprowokowanie zajść w Kairze, w których zginęło 50 osób. 15 lipca jego aktywa bankowe zostały zamrożone. Badi został ostatecznie aresztowany 20 sierpnia 2013 w mieszkaniu w pobliżu meczetu Rabi’a al-Adawijja, gdy służby bezpieczeństwa zlokalizowały, gdzie ukrywał się w ciągu poprzednich tygodni. Miał zostać przewieziony do więzienia Tura i stanąć przed sądem 25 sierpnia, jednak jego proces i członków Bractwa Muzułmańskiego został odroczony ze względów bezpieczeństwa do 29 października 2013. 31 sierpnia Badi doznał w więzieniu ataku serca.
Skazany 28 kwietnia 2014 przez sąd w Al-Minji na karę śmierci wraz z 682 działaczami Bractwa Muzułmańskiego za akty przemocy podczas zamieszek w sierpniu 2013.

### Życie prywatne
Żonaty z Samiją asz-Szinnawi, ma trójkę dzieci: Ammara, Bilala i Duhę oraz czworo wnuków. Jego syn Ammar zginął w zamieszkach po zamachu stanu w Egipcie, uczestnicząc w manifestacji obrońców Muhammada Mursiego.